# Lloyd Kaufman
Lloyd Kaufman (30 de dezembro de 1945, Nova Iorque) é um diretor de cinema, produtor cinematográfico, roteirista, ator, escritor e empresário estadunidense. Fundador e presidente da produtora de cinema Troma Entertainment, ele é um dos nomes mais aclamados e famosos do cinema independente e do cinema trash. Kaufman também faz parte do conselho da Independent Film & Television Alliance, organização a qual ele é o ex-presidente.

## Biografia
Depois de se formar pela Universidade de Yale, onde foi colega do cineasta Oliver Stone e do ex-presidente dos Estados Unidos, George W. Bush, começou a trabalhar loucamente em sua maior paixão o Cinema.
Conseguiu dinheiro de algumas economias e dirigiu seu primeiro filme “The Battle of Love's Return” em 1971. Seu particular estilo de fazer filmes não agradavam as empresas de produção cinematográfica assim não teve outra maneira de conseguir dinheiro para trabalhar em outros projetos, para poder realizar seu segundo filme.
Desta maneira acabou participando como supervisor de produção extra em filmes como “Rocky: Um Lutador” e "Os Embalos de Sábado à Noite" entre outros. Embora realmente onde aprendeu seus "dotes” de direção e produção foi no mundo do Cinema Pornô onde além de ocasionalmente executar essas funções, também era o responsável por escrever alguns roteiros, pela fotografia e montagem.
Foi em 1974, ainda em seu tempo como diretor de filmes pornográficos, quando Kaufman conhece Michael Herz e decide formar a  Troma Entertainment, que é a primeira produtora independente de filmes do mundo e hoje é considerada a maior produtora independente de filmes de todos os tempos, já tendo distribuído mais de 1000 filmes em todas as regiões do mundo.
As primeiras produções que filmaram como atualmente seguem fazendo, eram principalmente comédias adolescentes e filmes Trash pelo qual são conhecidos. É a pouco antes dos meados dos anos 80, quando começam a filmar títulos como “Redneck Zombies”, “Dia das Mães Macabro” (Mother's Day) e “O Vingador Tóxico” (The Toxic Avenger) em que começamos a ver o estilo particular de fazer filmes da Troma.
Em 1985, dirige a que é até agora a sua obra mais aclamada mundialmente a saga do herói “O Vingador Tóxico” (The Toxic Avenger), misturando nesse filme imagens assustadora do cinema gore com intenso humor negro. O filme tem muitos fãs ao redor do mundo, o que provocou quatro sequências do filme e  mais uma série em desenho animado, dando um maior reconhecimento para a Troma e fazendo a produtora ser reconhecida mundialmente como a principal referência do Cinema Trash.
Outros títulos de destaque produzidos e dirigidos por Lloyd Kaufman são “Sgt. Kabukiman N.Y.P.D.”, “Troma's War”, “Monster in the Closet”, “Class of Nuke 'Em High”, “Tromeu e Julieta” (Tromeo and Juliet), “Um Terror de Equipe” (Terror Firmer) e sua última invenção “Poultrygeist, A Noite dos Frangos Mortos” (Poultrygeist: Night of the Chicken Dead).
Muitos astros fizeram pequenos trabalhos para a  Troma Entertainment, no início da carreira. Kevin Costner apareceu em “Sizzle Beach USA”, Marisa Tomei esteve em “O Vingador Tóxico” (The Toxic Avenger), Samuel L. Jackson atuou em “Def by Temptation”, a cantora Fergie, do grupo Black Eyed Peas, contracenou com Paul Walker  no infame “Monstro do Armário” (Monster in the Closet). Até mesmo o consagrado animador Hayao Miyazaki (Princesa Mononoke, A Viagem de Chihiro) e os humoristas Matt Stone e Trey Parker (South Park) passaram pela produtora.
Seus filmes foram reconhecidos em muitos festivais de cinema famosos como Sitges e Fantasporto e inclusive já escreveu vários livros sobre  como fazer e como ter sucesso no mundo do cinema.
Atualmente segue trabalhando em diversos projetos da  Troma Entertainment, dos quais destaca uma possível quinta sequência do filme “O Vingador Tóxico” (The Toxic Avenger).

## Filmografia parcial

### Como diretor
- 2006: Poultrygeist: Night of the Chicken Dead
- 2004: Tales from the Crapper
- 2003: Parts of the Family
- 2000: Citizen Toxie: The Toxic Avenger IV
- 1999: Terror Firmer
- 1996: Tromeo and Juliet
- 1991: Sgt. Kabukiman N.Y.P.D.
- 1989: The Toxic Avenger Part III: The Last Temptation of Toxie
- 1889: The Toxic Avenger II
- 1988: Troma's War
- 1986: Class of Nuke 'Em High
- 1985: The Toxic Avenger
- 1983: The First Turn-On!!
- 1983: Stuck on You!
- 1982: Waitress!
- 1980: Squeeze Play
- 1971: The Battle of Love’s Return
- 1969: The Girl Who Returned